# Emisja elektronów
Emisja elektronów – zjawisko fizyczne polegające na wyrzucaniu elektronów z przewodnika, półprzewodnika, a w wyjątkowych przypadkach również z izolatorów do otoczenia. Do wyrzucenia elektronu z ciała potrzebna jest energia do pokonania przyciągania ciała w ilości równej lub większej niż praca wyjścia. W zależności od źródła energii dostarczanej emitowanym elektronom rozróżniane są:
- Emisja termoelektronowa – źródłem energii elektronów jest energia kinetyczna ruchu cieplnego elektronów. Jest najczęściej wykorzystywanym sposobem uzyskiwania elektronów – stosowana w niemal wszystkich typach lamp elektronowych.
- Emisja fotoelektronowa – źródłem energii jest promieniowanie elektromagnetyczne np. światło, promieniowanie rentgenowskie.
- Emisja wtórna – źródłem energii są uderzające w emitujący materiał cząstki, np. elektrony, protony
- Emisja polowa – emisja pod wpływem bardzo silnego pola elektrycznego, na przykład na ostrzu (projektor elektronowy) lub w pobliżu ostrza poruszającego się nad ciałem (Skaningowy mikroskop tunelowy)
- Egzoemisja – emisja pod wpływem różnych czynników, np. podczas deformowania, skrobania ciała, emisja pod wpływem światła o energii mniejszej od pracy wyjścia z ciała, które poddano wcześniej naświetlaniu promieniowaniem jonizującym.